# Sibagat
Sibagat là đô thị hạng 3 ở tỉnh Agusan del Sur, Philippines. Theo điều tra dân số năm 2015, đô thị này có dân số 30.442 người trong. Thị xã có cự ly 29 km so với Thành phố Butuan. Kinh tế đô thị này chủ yếu là nông nghiệp.

## Các khu phố (barangay)
Sibagat được chia thành 24 khu phố (barangay).
| - Afga - Anahawan - Banagbanag - Del Rosario - El Rio - Ilihan - Kauswagan - Kioya - Magkalape - Magsaysay - Mahayahay - New Tubigon | - Padiay - Perez - Poblacion - San Isidro - San Vicente - Santa Cruz - Santa Maria - Sinai - Tabon-tabon - Tag-uyango - Villangit - Kolambugan |